# Liste der Kulturdenkmäler in Hamm am Rhein
In der Liste der Kulturdenkmäler in Hamm am Rhein sind alle Kulturdenkmäler der rheinland-pfälzischen Ortsgemeinde Hamm am Rhein aufgeführt. Grundlage ist die Denkmalliste des Landes Rheinland-Pfalz (Stand: 25. März 2025).

## Einzeldenkmäler
| Bezeichnung                     | Lage                | Baujahr         | Beschreibung | Bild                           |
| ------------------------------- | ------------------- | --------------- | --- | ------------------------------ |
| Altes Rathaus                   | Hauptstraße 9 Lage  | 18. Jahrhundert | ehemaliges Rathaus; barocker Fachwerkbau, teilweise massiv, Glockenreiter, 18. Jahrhundert                                                            | Fotos hochladen                |
| Hofanlage                       | Hauptstraße 22 Lage | 1776            | Hofanlage; spätbarockes Fachwerkhaus, verschindelt, bezeichnet 1776, Scheune, zweite Hälfte des 18. Jahrhunderts, Wirtschaftsgebäude, 19. Jahrhundert | Fotos hochladen                |
| Evangelische Pfarrkirche        | Hauptstraße 24 Lage | 1828–1831       | klassizistischer Rechtecksaal in der Art der Moller-Schule, 1828–1831; spätgotisches Portal, bezeichnet 1590                                          | weitere Bilder Fotos hochladen |
| Katholische Kirche Heilig Kreuz | Hauptstraße 36 Lage | 1874            | Saalbau, bezeichnet 1874 | weitere Bilder Fotos hochladen |
| Hofanlage                       | Landdamm 60 Lage    | 1787            | Vierseithof; spätbarocker Krüppelwalmdachbau, teilweise Fachwerk, bezeichnet 1787; Wirtschaftsgebäude, 19. Jahrhundert                                | BW                             |